# Hasarius rusticus
Hasarius rusticus là một loài nhện trong họ Salticidae.
Loài này thuộc chi Hasarius. Hasarius rusticus được Tord Tamerlan Teodor Thorell miêu tả năm 1887.